# Mackay Trophy
Mackay Trophy — ежегодно присуждаемый Военно-воздушными силами США приз (трофей) за самое достойное событие в авиации.

## История
Приз в виде специального кубка, был учрежден 27 января 1911 года американским финансистом Кларенсом Маккеем, который в то время был главой Commercial Cable Company.
Приз присуждается Национальной авиационной ассоциацией США. Его лауреатами могут быть как физические лица, так и военные подразделения и операции. Трофей хранится в Национальном музее воздухоплавания и астронавтики Смитсоновского института.
Допускается повторное вручение этого приза. В период Второй мировой войны — с 1940 по 1945 год, трофей не вручался.

## Некоторые лауреаты

Вручение приза в 1938 году

Первым лауреатом трофея в 1912 году стал лейтенант Генри Харли Арнолд, будущий генерал ВВС США. В числе последующих лауреатов Mackay Trophy были:
- Эдди Рикенбакер — самый результативный американский ас Первой мировой войны.
- Оукли Келли — участник первого беспосадочного трансконтинентального перелёта.
- Джеймс Дулиттл — за победы в авиационных соревнованиях.
- Джон Сэмфорд — в составе экипажа Boeing XB-15[англ.] в рамках миссии по оказанию помощи после Чильянского землетрясения 1939 года.
- Чарльз Йегер — первый пилот, преодолевший звуковой барьер.
- Lucky Lady II[англ.] — самолёт, совершивший первый кругосветный беспосадочный воздушный полет.
- Ивен Кинчело — за установление рекорда высоты полета.
- Пилотажная группа «Буревестники» — за миссию доброй воли на Дальнем Востоке.
- Ричард Ритчи — за необыкновенную храбрость, превосходное летное мастерство и бесстрашие во Вьетнамской войне.
- Операция «Возвращение домой» — за усилия по репатриации американских военнопленных из Вьетнама.